# Коремница
Коремницата (на латински: peritoneum), известна и като перитонеум, представлява серозна ципа, покриваща стените на коремната кухина и вътрешните органи.
Коремницата, която покрива коремните стени се нарича пристенна коремница (на латински: peritoneum parietale), а покриващата вътрешните органи – органна коремница (на латински: peritoneum viscerale).
Пространството, което се загражда между двете части на коремницата се обозначава като перитонеална кухина (на латински: cavitas peritonealis s. cavum peritonei). То е изпълнено със серозна течност, която овлажнява повърхностите на коремницата и намалява триенето.

## Строеж
Ембрионалното развитие на коремницата започва от мезодермата като част от стената на първичната телесна кухина (coelom). Стената на коремницата е с дебелина около милиметър и е изградена от слой плоски мезотелни клетки, притежаващи микровили, под който се намира втори слой от съединителна тъкан. Цялата коремница може да бъде оприличена на серозна торба, която при мъжа е затворена изцяло, а при жената притежава два отвора, през които преминават маточните тръби.
Коремницата е с площ 1,6 – 2,04m2, близка до площта на кожната повърхност при човека. През нея се осъществяват интензивни процеси на резорбция и секреция, като количеството течности, преминали през коремницата за 1 час, може да достигне 8% от теглото на човека.

## Отношение спрямо вътрешните органи
Органната коремница заляга върху вътрешните органи като ги покрива изцяло или частично. В зависимост от това съществуват три типа отношения на органите спрямо покриващата ги коремница:
- Интраперитонеални органи – покрити са напълно от органна коремница.
- Ретроперитонеални органи – само една страна е покрита от органна коремница.